# Tornei di tennis maschili indipendenti nel 1970
Nel 1970 nacque per volere dei migliori tennisti dell'epoca un circuito internazionale di tornei tennistici che venne chiamato Grand Prix, che per motivi di sponsorizzazione nell'edizione inaugurale venne chiamato Pepsi-Cola Grand Prix 1970. Esso era in contrapposizione ad un altro circuito chiamato World Championship Tennis che era stato inventato nel 1968, data di nascita della cosiddetta "Era Open" del tennis, ossia l'era in cui non ci sarebbe stata più la distinzione tra tornei amatoriali e tornei professionistici. Nonostante questo la maggior parte dei tornei disputati nel 1970 non era incluso né nel Pepsi-Cola Grand Prix 1970 né nel World Championship Tennis 1970.

## Calendario

### Legenda
| Tornei amatoriali       |
| Tornei professionistici |
| Tornei open             |

### Gennaio
| Settimana  | Torneo                                                                                   | Vincitore                                 | Finalista               | Semifinalisti | Eliminati ai quarti |
| ---------- | ---------------------------------------------------------------------------------------- | ----------------------------------------- | ----------------------- | ------------- | ------------------- |
| ? gennaio  | Indian Championships 1970 Calcutta, India Singolare - Doppio                             | Premjit Lall 9-7 6-0 5-7 6-3              | Aleksandre Met'reveli   |               |                     |
| ? gennaio  | Indian Championships 1970 Calcutta, India Singolare - Doppio                             |                                           |                         |               |                     |
| ? gennaio  | Asian Championships 1970 Delhi, India Erba Singolare - Doppio                            | Aleksandre Met'reveli 6-3 6-4 2-6 3-6 6-3 | Premjit Lall            |               |                     |
| ? gennaio  | Asian Championships 1970 Delhi, India Erba Singolare - Doppio                            |                                           |                         |               |                     |
| ? gennaio  | New Zealand Championships 1970 Wellington, Nuova Zelanda Erba Singolare - Doppio         | Onny Parun 6-1 12-10 6-4                  | Richard Hawkes          |               |                     |
| ? gennaio  | New Zealand Championships 1970 Wellington, Nuova Zelanda Erba Singolare - Doppio         |                                           |                         |               |                     |
| 3 gennaio  | Eastern Province Championships 1970 Port Elizabeth, Sudafrica Cemento Singolare - Doppio | Bob Hewitt 4-6 6-3 8-6                    | Mark Cox                |               |                     |
| 3 gennaio  | Eastern Province Championships 1970 Port Elizabeth, Sudafrica Cemento Singolare - Doppio |                                           |                         |               |                     |
| 4 gennaio  | Western Australian Open 1970 Perth, Australia Erba Singolare - Doppio                    | Fred Stolle 6-3 6-3 9-7                   | Phil Dent               |               |                     |
| 4 gennaio  | Western Australian Open 1970 Perth, Australia Erba Singolare - Doppio                    |                                           |                         |               |                     |
| 11 gennaio | OFS Championships 1970 Bloemfontein, Sudafrica Cemento Singolare - Doppio                | Bob Hewitt 7-5 6-3                        | Mark Cox                |               |                     |
| 11 gennaio | OFS Championships 1970 Bloemfontein, Sudafrica Cemento Singolare - Doppio                |                                           |                         |               |                     |
| 11 gennaio | Tasmanian Open 1970 Hobart, Australia Erba Singolare - Doppio                            | Jim McManus 7-5 6-4 6-1                   | Bob Carmichael          |               |                     |
| 11 gennaio | Tasmanian Open 1970 Hobart, Australia Erba Singolare - Doppio                            | Stan Smith Bob Lutz 6-4 3-6 23-21 10-8    | Dick Crealy Allan Stone |               |                     |
| 17 gennaio | Western Province Championships 1970 Città del Capo, Sudafrica Cemento Singolare - Doppio | Robert Maud 6-2 6-3                       | Bob Hewitt              |               |                     |
| 17 gennaio | Western Province Championships 1970 Città del Capo, Sudafrica Cemento Singolare - Doppio |                                           |                         |               |                     |
| 18 gennaio | Victorian Open 1970 Melbourne, Australia Erba Singolare - Doppio                         | John Newcombe 6-4 6-4 4-6 ritiro          | Tony Roche              |               |                     |
| 18 gennaio | Victorian Open 1970 Melbourne, Australia Erba Singolare - Doppio                         |                                           |                         |               |                     |
| 25 gennaio | Austin Smith Championships 1970 Fort Lauderdale, USA Terra rossa Singolare - Doppio      | Cliff Richey 6-3 7-5                      | Clark Graebner          |               |                     |
| 25 gennaio | Austin Smith Championships 1970 Fort Lauderdale, USA Terra rossa Singolare - Doppio      |                                           |                         |               |                     |
| 26 gennaio | German Covered Court Championships 1970 Monaco di Baviera, Germania Singolare - Doppio   | John Clifton 6-3 1-6 6-3                  | Hakan Zahr              |               |                     |
| 26 gennaio | German Covered Court Championships 1970 Monaco di Baviera, Germania Singolare - Doppio   |                                           |                         |               |                     |

### Febbraio
| Settimana   | Torneo                                                                                            | Vincitore                            | Finalista                  | Semifinalisti                | Eliminati ai quarti                                     |
| ----------- | ------------------------------------------------------------------------------------------------- | ------------------------------------ | -------------------------- | ---------------------------- | ------------------------------------------------------- |
| ? febbraio  | Florida State Championships 1970 Orlando, USA Singolare - Doppio                                  | Frank Froehling 6-2 6-3              | Michael Belkin             |                              |                                                         |
| ? febbraio  | Florida State Championships 1970 Orlando, USA Singolare - Doppio                                  |                                      |                            |                              |                                                         |
| 1º febbraio | San Diego March of Dimes Tournament 1970 San Diego, USA Singolare - Doppio                        | Roy Barth 6-1 6-1                    | Tito Vázquez               |                              |                                                         |
| 1º febbraio | San Diego March of Dimes Tournament 1970 San Diego, USA Singolare - Doppio                        |                                      |                            |                              |                                                         |
| 1º febbraio | New South Wales Hard Court Championships 1970 Newcastle, Nuova Zelanda Cemento Singolare - Doppio | Colin Dibley 6-3 6-4                 | Peter Doerner              |                              |                                                         |
| 1º febbraio | New South Wales Hard Court Championships 1970 Newcastle, Nuova Zelanda Cemento Singolare - Doppio |                                      |                            |                              |                                                         |
| 1º febbraio | Benson & Hedges Open 1970 Auckland, Nuova Zelanda Singolare - Doppio                              | Roger Taylor 6-4, 6-4, 6-1           | Tom Okker                  | Dick Crealy Ray Ruffels      | Phil Dent Jan Kukal Niki Pilic John Alexander           |
| 1º febbraio | Benson & Hedges Open 1970 Auckland, Nuova Zelanda Singolare - Doppio                              |                                      |                            | Dick Crealy Ray Ruffels      | Phil Dent Jan Kukal Niki Pilic John Alexander           |
| 1º febbraio | Omaha Open 1970 Omaha, USA Singolare - Doppio                                                     | Stan Smith 6-2 7-5 6-3               | Jim Osborne                |                              |                                                         |
| 1º febbraio | Omaha Open 1970 Omaha, USA Singolare - Doppio                                                     |                                      |                            |                              |                                                         |
| 8 febbraio  | U.S. Professional Indoor 1970 Filadelfia, USA 60 000 $ - Sintetico indoor Singolare - Doppio      | Rod Laver 6–3, 8–6, 6–2              | Tony Roche                 | Dennis Ralston John Newcombe | Ilie Năstase Clark Graebner Butch Buchholz Cliff Richey |
| 8 febbraio  | U.S. Professional Indoor 1970 Filadelfia, USA 60 000 $ - Sintetico indoor Singolare - Doppio      | Ilie Năstase Ion Țiriac 6–1, 6–4     | Arthur Ashe Dennis Ralston | Dennis Ralston John Newcombe | Ilie Năstase Clark Graebner Butch Buchholz Cliff Richey |
| 10 febbraio | Schaefer Jaycee Classic 1970 Hawthorne, USA Singolare - Doppio                                    | Manuel Santana 6-5 6-2               | Stan Smith                 |                              |                                                         |
| 10 febbraio | Schaefer Jaycee Classic 1970 Hawthorne, USA Singolare - Doppio                                    |                                      |                            |                              |                                                         |
| 10 febbraio | Buffalo Indoor 1970 Buffalo, USA Singolare - Doppio                                               | Clark Graebner 6-4 3-6 9-7           | Robert Lutz                |                              |                                                         |
| 10 febbraio | Buffalo Indoor 1970 Buffalo, USA Singolare - Doppio                                               |                                      |                            |                              |                                                         |
| 15 febbraio | Eastern Indoor 1970 Hackensack, USA Singolare - Doppio                                            | Herb Fitzgibbon 13-11 7-5 6-0        | Peter Fishbach             |                              |                                                         |
| 15 febbraio | Eastern Indoor 1970 Hackensack, USA Singolare - Doppio                                            |                                      |                            |                              |                                                         |
| 16 febbraio | Richmond Indoor 1970 Richmond, USA 10 500 $ Singolare - Doppio                                    | Arthur Ashe 6-2 13-11                | Stan Smith                 |                              |                                                         |
| 16 febbraio | Richmond Indoor 1970 Richmond, USA 10 500 $ Singolare - Doppio                                    | Arthur Ashe Charlie Pasarell 9-7 6-2 | Stan Smith Jim McManus     |                              |                                                         |

### Marzo
| Settimana | Torneo                                                                                               | Vincitore                       | Finalista             | Semifinalisti | Eliminati ai quarti |
| --------- | --- | ------------------------------- | --------------------- | ------------- | ------------------- |
| 1º marzo  | Lyon Covered Court Championships 1970 Lione, Francia Singolare - Doppio                              | Georges Goven 6-3 6-2 6-1       | Vladimír Zedník       |               |                     |
| 1º marzo  | Lyon Covered Court Championships 1970 Lione, Francia Singolare - Doppio                              |                                 |                       |               |                     |
| 15 marzo  | Caracas Altamira International 1970 Caracas, Venezuela Singolare - Doppio                            | Tom Gorman 6-2 6-4 1-6 6-3      | Gerald Battrick       |               |                     |
| 15 marzo  | Caracas Altamira International 1970 Caracas, Venezuela Singolare - Doppio                            |                                 |                       |               |                     |
| 16 marzo  | Egyptian International Cairo Championships 1970 Il Cairo, Egitto Singolare - Doppio                  | Manuel Santana 7-5 6-2 6-4      | Aleksandre Met'reveli |               |                     |
| 16 marzo  | Egyptian International Cairo Championships 1970 Il Cairo, Egitto Singolare - Doppio                  |                                 |                       |               |                     |
| 22 marzo  | Egyptian International Alexandria Championships 1970 Alessandria d'Egitto, Egitto Singolare - Doppio | Wieslaw Gasiorek 7-5 6-2 6-3    | Harald Eischenbroich  |               |                     |
| 22 marzo  | Egyptian International Alexandria Championships 1970 Alessandria d'Egitto, Egitto Singolare - Doppio |                                 |                       |               |                     |
| 22 marzo  | Curacao International 1970 Antille Olandesi, USA Singolare - Doppio                                  | Gerald Battrick 2-6 6-3 7-5 6-4 | Juan Gisbert          |               |                     |
| 22 marzo  | Curacao International 1970 Antille Olandesi, USA Singolare - Doppio                                  |                                 |                       |               |                     |
| 22 marzo  | Colombia International 1970 Barranquilla, Colombia Singolare - Doppio                                | Željko Franulović 9-7 6-3 6-3   | Nikola Spear          |               |                     |
| 22 marzo  | Colombia International 1970 Barranquilla, Colombia Singolare - Doppio                                |                                 |                       |               |                     |
| 29 marzo  | Jacksonville Open 1970 Jacksonville, USA Singolare - Doppio                                          | Arthur Ashe 6-3 4-6 6-3         | Brian Fairlie         |               |                     |
| 29 marzo  | Jacksonville Open 1970 Jacksonville, USA Singolare - Doppio                                          |                                 |                       |               |                     |
| 29 marzo  | Torneo di Reggio di Calabria 1970 Reggio Calabria, Italia Singolare - Doppio                         | Martin Mulligan 8-6 6-4 6-4     | Adriano Panatta       |               |                     |
| 29 marzo  | Torneo di Reggio di Calabria 1970 Reggio Calabria, Italia Singolare - Doppio                         |                                 |                       |               |                     |
| 31 marzo  | North of England Hard Court Championships 1970 Southport, Gran Bretagna Singolare - Doppio           | Allan McDonald 6-2 4-6 6-4      | Ken Weatherley        |               |                     |
| 31 marzo  | North of England Hard Court Championships 1970 Southport, Gran Bretagna Singolare - Doppio           |                                 |                       |               |                     |

### Aprile
| Settimana | Torneo                                                                               | Vincitore                 | Finalista         | Semifinalisti | Eliminati ai quarti |
| --------- | ------------------------------------------------------------------------------------ | ------------------------- | ----------------- | ------------- | ------------------- |
| ? aprile  | Campionati Internazionali di Sicilia 1970 Palermo, Italia Singolare - Doppio         | István Gulyás 6-1 6-4 6-4 | Ilie Năstase      |               |                     |
| ? aprile  | Campionati Internazionali di Sicilia 1970 Palermo, Italia Singolare - Doppio         |                           |                   |               |                     |
| ? aprile  | Jamaican International Championships 1970 Kingston, Giamaica Singolare - Doppio      | Christian Kuhnke 6-4 6-0  | Gerald Battrick   |               |                     |
| ? aprile  | Jamaican International Championships 1970 Kingston, Giamaica Singolare - Doppio      |                           |                   |               |                     |
| ? aprile  | Catania Open 1970 Catania, Italia Singolare - Doppio                                 | Ion Țiriac 6-3 6-3 6-3    | István Gulyás     |               |                     |
| ? aprile  | Catania Open 1970 Catania, Italia Singolare - Doppio                                 |                           |                   |               |                     |
| 4 aprile  | Stalybridge Tournament 1970 Stalybridge, Gran Bretagna Singolare - Doppio            | John De Mendoza 7-5 6-1   | Jan Kukal         |               |                     |
| 4 aprile  | Stalybridge Tournament 1970 Stalybridge, Gran Bretagna Singolare - Doppio            |                           |                   |               |                     |
| 13 aprile | Bacardi Championships 1970 Hamilton, Bermuda 5500 $ Singolare - Doppio               | Arthur Ashe 8-6 7-5       | Željko Franulović |               |                     |
| 13 aprile | Bacardi Championships 1970 Hamilton, Bermuda 5500 $ Singolare - Doppio               |                           |                   |               |                     |
| 18 aprile | Cumberland Hard Court Championships 1970 Hampstead, Gran Bretagna Singolare - Doppio | Allan McDonald 6-4 10-8   | Keith Wooldridge  |               |                     |
| 18 aprile | Cumberland Hard Court Championships 1970 Hampstead, Gran Bretagna Singolare - Doppio |                           |                   |               |                     |
| 25 aprile | Sutton Hard Court Championships 1970 Sutton, Gran Bretagna Singolare - Doppio        | Geoff Masters 6-1 6-1     | Perkins           |               |                     |
| 25 aprile | Sutton Hard Court Championships 1970 Sutton, Gran Bretagna Singolare - Doppio        |                           |                   |               |                     |
| 26 aprile | Ojai Valley Championships 1970 Ojai, USA Terra rossa Singolare - Doppio              | Jeff Austin 3-6 8-6 6-3   | Jimmy Connors     |               |                     |
| 26 aprile | Ojai Valley Championships 1970 Ojai, USA Terra rossa Singolare - Doppio              |                           |                   |               |                     |

### Maggio
| Settimana | Torneo                                                                             | Vincitore                       | Finalista                    | Semifinalisti | Eliminati ai quarti |
| --------- | ---------------------------------------------------------------------------------- | ------------------------------- | ---------------------------- | ------------- | ------------------- |
| 2 maggio  | Kansas City Open 1971 Kansas City, USA Singolare - Doppio                          | Arthur Ashe 7-6 6-1             | Clark Graebner               |               |                     |
| 2 maggio  | Kansas City Open 1971 Kansas City, USA Singolare - Doppio                          | Arthur Ashe Bob Lutz 6-4 6-4    | Clark Graebner Terry Addison |               |                     |
| 3 maggio  | California State Championships 1970 Portola Valley, USA Cemento Singolare - Doppio | Barry MacKay 6-7 7-6 2-6 76 76  | Allen Fox                    |               |                     |
| 3 maggio  | California State Championships 1970 Portola Valley, USA Cemento Singolare - Doppio |                                 |                              |               |                     |
| 2 maggio  | Campionato Partenopeo 1970 Napoli, Italia Singolare - Doppio                       | Ilie Năstase 6-1 4-6 6-4 6-3    | Martin Mulligan              |               |                     |
| 2 maggio  | Campionato Partenopeo 1970 Napoli, Italia Singolare - Doppio                       |                                 |                              |               |                     |
| 3 maggio  | Melia Trophy 1970 Madrid, Spagna Singolare - Doppio                                | Manuel Santana 6-3 8-10 6-3 6-0 | Lew Hoad                     |               |                     |
| 3 maggio  | Melia Trophy 1970 Madrid, Spagna Singolare - Doppio                                |                                 |                              |               |                     |
| 3 maggio  | Lebanon International 1970 Beirut, Libano Singolare - Doppio                       | Nicola Pietrangeli 6-1 6-0 6-2  | Barry Phillips-Moore         |               |                     |
| 3 maggio  | Lebanon International 1970 Beirut, Libano Singolare - Doppio                       |                                 |                              |               |                     |
| 9 maggio  | Surrey Hard Court Championships 1970 Guildford, Gran Bretagna Singolare - Doppio   | Keith Diepraam 6-4 6-0          | Andrew Pattison              |               |                     |
| 9 maggio  | Surrey Hard Court Championships 1970 Guildford, Gran Bretagna Singolare - Doppio   |                                 |                              |               |                     |
| 10 maggio | Southern California Championships 1970 Los Angeles, USA Cemento Singolare - Doppio | Erik Van Dillen 6-2 6-1         | Allen Fox                    |               |                     |
| 10 maggio | Southern California Championships 1970 Los Angeles, USA Cemento Singolare - Doppio |                                 |                              |               |                     |
| 12 maggio | Central California Championships 1970 Sacramento, USA 20 000 $ Singolare - Doppio  | Arthur Ashe 6-4 6-2 3-6 10-8    | Barry MacKay                 |               |                     |
| 12 maggio | Central California Championships 1970 Sacramento, USA 20 000 $ Singolare - Doppio  |                                 |                              |               |                     |
| 16 maggio | London Hard Court Championships 1970 Hurlingham, Gran Bretagna Singolare - Doppio  | Robert Maud 7-5 7-5             | Keith Diepraam               |               |                     |
| 16 maggio | London Hard Court Championships 1970 Hurlingham, Gran Bretagna Singolare - Doppio  |                                 |                              |               |                     |
| 17 maggio | Green Island Invitational 1970 Columbia, USA Terra rossa Singolare - Doppio        | Clark Graebner 6-3 6-3          | Gene Scott                   |               |                     |
| 17 maggio | Green Island Invitational 1970 Columbia, USA Terra rossa Singolare - Doppio        |                                 |                              |               |                     |
| 18 maggio | West Berlin Open 1970 Berlino, Germania Singolare - Doppio                         | Georges Goven 6-2 2-6 6-1 6-3   | Christian Kuhnke             |               |                     |
| 18 maggio | West Berlin Open 1970 Berlino, Germania Singolare - Doppio                         |                                 |                              |               |                     |
| 23 maggio | Torneo di Lee-on-Solent 1970 Lee-on-Solent, Gran Bretagna Singolare - Doppio       | Robert Maud 6-3 6-4             | B. Seewagen                  |               |                     |
| 23 maggio | Torneo di Lee-on-Solent 1970 Lee-on-Solent, Gran Bretagna Singolare - Doppio       |                                 |                              |               |                     |
| 30 maggio | Surrey Grass Court Championships 1970 Surbiton, Gran Bretagna Singolare - Doppio   | Robert Maud 6-4 6-3             | Frew Donald McMillan         |               |                     |
| 30 maggio | Surrey Grass Court Championships 1970 Surbiton, Gran Bretagna Singolare - Doppio   |                                 |                              |               |                     |

### Giugno
| Settimana | Torneo                                                                          | Vincitore                           | Finalista                            | Semifinalisti | Eliminati ai quarti |
| --------- | ------------------------------------------------------------------------------- | ----------------------------------- | ------------------------------------ | ------------- | ------------------- |
| ? giugno  | Tulsa Invitation 1970 Tulsa, USA Singolare - Doppio                             | Brian Fairlie 6-2 4-6 6-1           | Tom Edlefsen                         |               |                     |
| ? giugno  | Tulsa Invitation 1970 Tulsa, USA Singolare - Doppio                             |                                     |                                      |               |                     |
| ? giugno  | Blue and Gray Invitation 1970 Montgomery, USA Singolare - Doppio                | Jerry Van Lingen 11-9 4-6 6-3       | Paul Gerken                          |               |                     |
| ? giugno  | Blue and Gray Invitation 1970 Montgomery, USA Singolare - Doppio                |                                     |                                      |               |                     |
| ? giugno  | Victorian Hard Court Championships 1970 Melbourne, Australia Singolare - Doppio | Frank Sedgman                       | non conosciuta (bandiera)            |               |                     |
| ? giugno  | Victorian Hard Court Championships 1970 Melbourne, Australia Singolare - Doppio |                                     |                                      |               |                     |
| 7 giugno  | Northern Championships 1970 Manchester, Gran Bretagna Singolare - Doppio        | Robert Lutz 6-2 9-7                 | Tom Gorman                           |               |                     |
| 7 giugno  | Northern Championships 1970 Manchester, Gran Bretagna Singolare - Doppio        |                                     |                                      |               |                     |
| 7 giugno  | Torneo di Saltsjöbaden 1970 Saltsjöbaden, Svezia Singolare - Doppio             | Martin Mulligan 3-6 4-6 7-5 7-5 6-2 | Jan-Erik Lundquist                   |               |                     |
| 7 giugno  | Torneo di Saltsjöbaden 1970 Saltsjöbaden, Svezia Singolare - Doppio             |                                     |                                      |               |                     |
| 9 giugno  | Bielefeld Tournament 1970 Bielefeld, Germania Singolare - Doppio                | Harald Eischenbroich 6-1 6-4 6-3    | Inge Buding                          |               |                     |
| 9 giugno  | Bielefeld Tournament 1970 Bielefeld, Germania Singolare - Doppio                |                                     |                                      |               |                     |
| 13 giugno | Nottingham John Player 1970 Nottingham, Gran Bretagna Erba Singolare - Doppio   | Arthur Ashe Round Robin             | Bob Lutz Bob Hewitt Charlie Pasarell |               |                     |

### Luglio
| Settimana | Torneo                                                                                         | Vincitore                         | Finalista            | Semifinalisti | Eliminati ai quarti |
| --------- | ---------------------------------------------------------------------------------------------- | --------------------------------- | -------------------- | ------------- | ------------------- |
| ? luglio  | Tennessee Valley Championships 1970 Chattanooga, USA Singolare - Doppio                        | Paul Gerken 6-2 11-9              | Jeff Borowiak        |               |                     |
| ? luglio  | Tennessee Valley Championships 1970 Chattanooga, USA Singolare - Doppio                        |                                   |                      |               |                     |
| ? luglio  | Southern Championships 1970 Birmingham, USA Singolare - Doppio                                 | Zan Guerry 6-3 6-3                | Charles Owens        |               |                     |
| ? luglio  | Southern Championships 1970 Birmingham, USA Singolare - Doppio                                 |                                   |                      |               |                     |
| ? luglio  | Lebanon International 1970 Beirut, Libano Singolare - Doppio                                   | Nicola Pietrangeli 6-1 6-0 6-2    | Barry Phillips-Moore |               |                     |
| ? luglio  | Lebanon International 1970 Beirut, Libano Singolare - Doppio                                   |                                   |                      |               |                     |
| 10 luglio | Czechoslovakian International Championships 1970 Bratislava, Cecoslovacchia Singolare - Doppio | Jan Kodeš 3-6 6-3 6-2 7-5         | Milan Holeček        |               |                     |
| 10 luglio | Czechoslovakian International Championships 1970 Bratislava, Cecoslovacchia Singolare - Doppio |                                   |                      |               |                     |
| 11 luglio | Scottish Championships 1970 Edimburgo, Gran Bretagna Singolare - Doppio                        | Ray Ruffels 6-1 11-9              | John Clifton         |               |                     |
| 11 luglio | Scottish Championships 1970 Edimburgo, Gran Bretagna Singolare - Doppio                        |                                   |                      |               |                     |
| 19 luglio | Essex Championships 1970 Frinton, Gran Bretagna Singolare - Doppio                             | Keith Diepraam 6-4 6-1            | Colin Dowdeswell     |               |                     |
| 19 luglio | Essex Championships 1970 Frinton, Gran Bretagna Singolare - Doppio                             |                                   |                      |               |                     |
| 19 luglio | Torneo di Le Touquet 1970 Le Touquet, Francia Singolare - Doppio                               | François Jauffret 6-3 7-5 6-8 6-4 | Adriano Panatta      |               |                     |
| 19 luglio | Torneo di Le Touquet 1970 Le Touquet, Francia Singolare - Doppio                               |                                   |                      |               |                     |

### Agosto
| Settimana | Torneo                                                               | Vincitore                         | Finalista         | Semifinalisti | Eliminati ai quarti |
| --------- | -------------------------------------------------------------------- | --------------------------------- | ----------------- | ------------- | ------------------- |
| ? agosto  | Moscow International 1970 Mosca, Unione Sovietica Singolare - Doppio | Aleksandre Met'reveli 6-3 6-2 6-2 | Wieslaw Gasiorek  |               |                     |
| ? agosto  | Moscow International 1970 Mosca, Unione Sovietica Singolare - Doppio |                                   |                   |               |                     |
| 16 agosto | Columbus Open 1970 Columbus, USA 12 000 $ Singolare - Doppio         | Robert Lutz 6-4 1-6 7-5 6-1       | Tom Gorman        |               |                     |
| 16 agosto | Columbus Open 1970 Columbus, USA 12 000 $ Singolare - Doppio         |                                   |                   |               |                     |
| 31 agosto | Turkey Open 1970 Istanbul, Turchia Singolare - Doppio                | Bob Hewitt 2-6 3-6 6-2 7-5 6-4    | Željko Franulović |               |                     |
| 31 agosto | Turkey Open 1970 Istanbul, Turchia Singolare - Doppio                |                                   |                   |               |                     |

### Settembre
| Settimana    | Torneo                                                                               | Vincitore                                    | Finalista      | Semifinalisti | Eliminati ai quarti |
| ------------ | ------------------------------------------------------------------------------------ | -------------------------------------------- | -------------- | ------------- | ------------------- |
| ? settembre  | Yugoslavian International Championships 1970 Belgrado, Jugoslavia Singolare - Doppio | Željko Franulović 6-4 6-2 8-6                | Nikola Spear   |               |                     |
| ? settembre  | Yugoslavian International Championships 1970 Belgrado, Jugoslavia Singolare - Doppio |                                              |                |               |                     |
| ? settembre  | Heart of America Tournament 1970 Kansas City, USA Singolare - Doppio                 | Frank Froehling Jim Osborne titolo condiviso |                |               |                     |
| ? settembre  | Heart of America Tournament 1970 Kansas City, USA Singolare - Doppio                 |                                              |                |               |                     |
| ? settembre  | Athens Championships 1970 Atene, Grecia Singolare - Doppio                           | Nicholas Kalogeropoulos 6-1 6-3 6-2          | Bob Giltinan   |               |                     |
| ? settembre  | Athens Championships 1970 Atene, Grecia Singolare - Doppio                           |                                              |                |               |                     |
| 13 settembre | Lebanon Brumana International 1970 Brummana, Libano Singolare - Doppio               | István Gulyás 6-3 14-12 6-8 7-5              | John Alexander |               |                     |
| 13 settembre | Lebanon Brumana International 1970 Brummana, Libano Singolare - Doppio               |                                              |                |               |                     |

### Ottobre
| Settimana  | Torneo                                                                                      | Vincitore                      | Finalista        | Semifinalisti | Eliminati ai quarti |
| ---------- | ------------------------------------------------------------------------------------------- | ------------------------------ | ---------------- | ------------- | ------------------- |
| ? ottobre  | Hungarian International Championships 1970 Budapest, Ungheria Singolare - Doppio            | S. Dron 6-2 6-1 7-5            | František Pála   |               |                     |
| ? ottobre  | Hungarian International Championships 1970 Budapest, Ungheria Singolare - Doppio            |                                |                  |               |                     |
| ? ottobre  | Pensacola International 1970 Pensacola, USA Singolare - Doppio                              | Dick Crealy 5-7 7-5 ritiro     | Bob Carmichael   |               |                     |
| ? ottobre  | Pensacola International 1970 Pensacola, USA Singolare - Doppio                              |                                |                  |               |                     |
| ? ottobre  | Coupe Porée 1970 Parigi, Francia Singolare - Doppio                                         | François Jauffret 6-4 6-1 6-1  | Patrick Proisy   |               |                     |
| ? ottobre  | Coupe Porée 1970 Parigi, Francia Singolare - Doppio                                         |                                |                  |               |                     |
| ? ottobre  | Madrid International 1970 Madrid, Spagna Singolare - Doppio                                 | Manuel Orantes 4-6 6-2 7-5 6-3 | Manuel Santana   |               |                     |
| ? ottobre  | Madrid International 1970 Madrid, Spagna Singolare - Doppio                                 |                                |                  |               |                     |
| ? ottobre  | Carolinas Autumn Invitation 1970 Charlotte, USA Singolare - Doppio                          | Cliff Richey 6-3 7-6           | Erik Van Dillen  |               |                     |
| ? ottobre  | Carolinas Autumn Invitation 1970 Charlotte, USA Singolare - Doppio                          |                                |                  |               |                     |
| ? ottobre  | German Invitational Round Robin 1970 Berlino, Bonn, Sarrebruck, Germania Singolare - Doppio | Rod Laver                      | Tom Okker        |               |                     |
| ? ottobre  | German Invitational Round Robin 1970 Berlino, Bonn, Sarrebruck, Germania Singolare - Doppio |                                |                  |               |                     |
| 17 ottobre | Scotland Dewar Cup Edinburgh 1970 Edimburgo, Scozia Singolare - Doppio                      | Tom Gorman 6-2 6-0             | John Paish       |               |                     |
| 17 ottobre | Scotland Dewar Cup Edinburgh 1970 Edimburgo, Scozia Singolare - Doppio                      |                                |                  |               |                     |
| 18 ottobre | Denver Open 1970 Denver, USA Singolare - Doppio                                             | Arthur Ashe 6-2 5-6 6-3        | Charlie Pasarell |               |                     |
| 18 ottobre | Denver Open 1970 Denver, USA Singolare - Doppio                                             |                                |                  |               |                     |
| 24 ottobre | England Dewar Cup Stalybridge 1970 Stalybridge, Gran Bretagna Singolare - Doppio            | Ion Țiriac 6-4 6-4             | John Alexander   |               |                     |
| 24 ottobre | England Dewar Cup Stalybridge 1970 Stalybridge, Gran Bretagna Singolare - Doppio            |                                |                  |               |                     |
| 31 ottobre | Wales Dewar Cup Aberavon 1970 Aberavon, Gran Bretagna Singolare - Doppio                    | Gerald Battrick 6-1 3-6 6-1    | Vladimír Zedník  |               |                     |
| 31 ottobre | Wales Dewar Cup Aberavon 1970 Aberavon, Gran Bretagna Singolare - Doppio                    |                                |                  |               |                     |

### Novembre
| Settimana   | Torneo                                                                            | Vincitore                         | Finalista                  | Semifinalisti | Eliminati ai quarti |
| ----------- | --------------------------------------------------------------------------------- | --------------------------------- | -------------------------- | ------------- | ------------------- |
| 1º novembre | Queensland Hard Court Championships 1970 Townsville, Australia Singolare - Doppio | Malcolm J. Anderson               | non conosciuta (bandiera)  |               |                     |
| 1º novembre | Queensland Hard Court Championships 1970 Townsville, Australia Singolare - Doppio |                                   |                            |               |                     |
| 5 novembre  | Australian Hard Court Championships 1970 Toowomba, Australia Singolare - Doppio   | Colin Dibley 6-3 7-6 6-4          | Bob Giltinan               |               |                     |
| 5 novembre  | Australian Hard Court Championships 1970 Toowomba, Australia Singolare - Doppio   | Bob Giltinan Syd Ball 6-3 7-6 6-2 | Colin Dibley Peter Doerner |               |                     |
| 7 novembre  | Torquay Dewar Cup 1970 Torquay, Gran Bretagna Singolare - Doppio                  | Vladimír Zedník 6-3 6-3           | Paul Hutchins              |               |                     |
| 7 novembre  | Torquay Dewar Cup 1970 Torquay, Gran Bretagna Singolare - Doppio                  |                                   |                            |               |                     |
| 11 novembre | Japan Open Tennis Championships 1970 Osaka, Giappone Singolare - Doppio           | Martin Mulligan 6-2 6-3 7-5       | Jun Kuki                   |               |                     |
| 11 novembre | Japan Open Tennis Championships 1970 Osaka, Giappone Singolare - Doppio           |                                   |                            |               |                     |
| 14 novembre | London Dewar Cup Finals 1970 Londra, Gran Bretagna Singolare - Doppio             | John Alexander 5-7 7-6 7-6        | Tom Gorman                 |               |                     |
| 14 novembre | London Dewar Cup Finals 1970 Londra, Gran Bretagna Singolare - Doppio             |                                   |                            |               |                     |
| 15 novembre | Queensland Open 1970 Brisbane, Australia Singolare - Doppio                       | Bob Giltinan 6-3 6-0 2-6 6-2      | Ross Case                  |               |                     |
| 15 novembre | Queensland Open 1970 Brisbane, Australia Singolare - Doppio                       |                                   |                            |               |                     |

### Dicembre
| Settimana   | Torneo                                                                             | Vincitore                                | Finalista         | Semifinalisti | Eliminati ai quarti |
| ----------- | ---------------------------------------------------------------------------------- | ---------------------------------------- | ----------------- | ------------- | ------------------- |
| 20 dicembre | Auckland Grass Court Championships 1970 Auckland, Nuova Zelanda Singolare - Doppio | Brian Fairlie 3-6 6-2 6-1 7-5            | Onny Parun        |               |                     |
| 20 dicembre | Auckland Grass Court Championships 1970 Auckland, Nuova Zelanda Singolare - Doppio |                                          |                   |               |                     |
| 23 dicembre | Torneo di Ancona 1970 Ancona, Italia Singolare - Doppio                            | Ilie Năstase 6-1 6-4                     | Željko Franulović |               |                     |
| 23 dicembre | Torneo di Ancona 1970 Ancona, Italia Singolare - Doppio                            |                                          |                   |               |                     |
| 26 dicembre | South Australian Championships 1970 Adelaide, Australia Singolare - Doppio         | Aleksandre Met'reveli 6-3, 4-6, 6-3, 6-2 | Ken Fletcher      |               |                     |
| 26 dicembre | South Australian Championships 1970 Adelaide, Australia Singolare - Doppio         |                                          |                   |               |                     |
| 29 dicembre | Sugar Bowl Invitation 1970 New Orleans, USA Singolare - Doppio                     | Erik Van Dillen                          | Haroon Rahim      |               |                     |
| 29 dicembre | Sugar Bowl Invitation 1970 New Orleans, USA Singolare - Doppio                     |                                          |                   |               |                     |